# Elías Díaz
Elías David Díaz Soto (Maracaibo, 17 novembre 1990) è un giocatore di baseball venezuelano, di ruolo catcher, che gioca per i San Diego Padres (MLB).
In precedenza, in MLB ha giocato anche per Pittsburgh Pirates e Colorado Rockies. Pur avendo passaporto venezuelano, Díaz ha anche giocato per la nazionale colombiana (avendo suo padre di origini colombiane).